# Juan Pablo Escobar
Juan Pablo Escobar (1951. június 24. –) guatemalai nemzetközi labdarúgó-játékvezető.

## Pályafutása
A FENAFUTG Játékvezető Bizottságának (JB) minősítésével a Segunda División, majd a Liga Nacional játékvezetője. Küldési gyakorlat szerint rendszeres partbírói szolgálatot is végzett. A kor elvárása szerint a küldés szerinti egyes számú partbíró játékvezetői sérülésnél átvette a mérkőzés irányítását. A nemzeti játékvezetéstől 1992-ben visszavonult.
A Guatemalai labdarúgó-szövetség JB terjesztette fel nemzetközi játékvezetőnek, a Nemzetközi Labdarúgó-szövetség (FIFA) 1987-től tartotta nyilván bírói keretében. A FIFA JB központi nyelvei közül a spanyolt beszéli. Több nemzetek közötti válogatott (Labdarúgó-világbajnokság, CONCACAF-aranykupa), valamint  klubmérkőzést vezetett, vagy működő társának partbíróként segített. A nemzetközi játékvezetéstől 1992-ben búcsúzott.
Az 1989-es U16-os labdarúgó-világbajnokságon a FIFA JB bíróként foglalkoztatta.
| Időpont          | Helyszín                      | Mérkőzés típusa              | Mérkőzés                                      | Eredmény | Nézők száma |
| ---------------- | ----------------------------- | ---------------------------- | --------------------------------------------- | -------- | ----------- |
| 1989. június 10. | Dens Park Stadion, Dundee     | csoportmérkőzés (C. csoport) | Argentína–Kína                                | 0 – 0    | 5000        |
| 1989. június 17. | Pittodrie Stadion, Aberdeen   | egyik negyeddöntő            | NDK–Skócia                                    | 0 – 1    | 10 200      |
| 1989. június 24. | Hampden Park Stadion, Glasgow | döntő                        | Szaúd-Arábia–Skót U17-es labdarúgó-válogatott | 2 – 2    | 58 000      |

Az 1991-es U20-as labdarúgó-világbajnokságon a FIFA JB hivatalnokként foglalkoztatta.
| Időpont          | Helyszín                  | Mérkőzés típusa              | Mérkőzés             | Eredmény | Nézők száma |
| ---------------- | ------------------------- | ---------------------------- | -------------------- | -------- | ----------- |
| 1991. június 16. | Városi Stadion, Guimarães | csoportmérkőzés (C. csoport) | Egyiptom–Szovjetunió | 0 – 1    | 5680        |

Az 1994-es labdarúgó-világbajnokság selejtezőiben a FIFA JB az CONCACAF zónában játékvezetőként alkalmazta. 
| Időpont            | Helyszín                          | Mérkőzés típusa                   | Mérkőzés          | Eredmény | Nézők száma |
| ------------------ | --------------------------------- | --------------------------------- | ----------------- | -------- | ----------- |
| 1992. november 22. | Estadio Azul Stadion, Mexikóváros | előselejtező (2. kör; A. csoport) | Mexikó–Costa Rica | 4 – 0    | 40 000      |

Az  1993-as CONCACAF-aranykupa labdarúgó tornán a CONCACAF JB bíróként vette igénybe.
| Időpont          | Helyszín                    | Mérkőzés típusa | Mérkőzés                             | Eredmény | Nézők száma |
| ---------------- | --------------------------- | --------------- | ------------------------------------ | -------- | ----------- |
| 1993. július 22. | Estadio Azteca, Mexikóváros | egyik elődöntő  | Mexikói labdarúgó-válogatott–Jamaica | 6 – 1    | 90 000      |